# Річія війконосна
Річія війконосна (Riccia ciliifera) — вид печіночників родини річієвих (Ricciaceae).

## Характеристики
Вид є одним з небагатьох багаторічних рослин роду. Таломи блакитно-сірі, м'ясисті, оксамитові, серцеподібні, рідко утворюють з'єднані розетки. Однак за сприятливих умов можуть розвиватися і більші та щільніші насадження. Верхівка талому має глибоку борозенку з горизонтально розпростертими, чітко розділеними крилами, які мають численні широкі трикутні війки по краю. У поперечному розрізі таллом має майже таку ж висоту, як і ширину. У сухому стані стулки талому загнуті догори. Асиміляційна тканина крил іноді має натяки на дихальні порожнини. На нижній стороні талому розташовані великі напівкруглі безбарвні черевні лусочки, які виступають на кінці талому. Для зимівлі та вегетативного розмноження використовуються потовщені, як бульбочки, кінці талому. Статевий розподіл дводомний. Плодоносить вид рідко. Розмір спори становить від 100 до 150 мікрометрів.

## Поширення
Зареєстрований у Європі, Північній Африці, Західній Азії.
Як типовий степовий елемент, вид живе в дуже теплих, сонячних, сухих місцях у прогалинах, кам'янистих сухих луках, зазвичай над силікатними породами на кислому або лужному ґрунті, на гумусі та кам'янистому детриті. Звичайні супутні мохи включають Mannia fragrans, Riccia sorocarpa та Tortella squarrosa.